# Ryan Johnson (Eishockeyspieler, 1976)
Ryan M. Johnson (* 14. Juni 1976 in Thunder Bay, Ontario) ist ein ehemaliger kanadischer Eishockeyspieler und derzeitiger -funktionär. Der Center bestritt zwischen 1997 und 2011 über 700 Spiele in der National Hockey League und lief dabei für die Florida Panthers, Tampa Bay Lightning, St. Louis Blues, Vancouver Canucks und Chicago Blackhawks auf. Seit 2013 ist er im Management der Vancouver Canucks tätig und fungiert zudem seit 2017 als General Manager der Farmteams der Canucks in der American Hockey League. Johnsons älterer Bruder Greg war ebenfalls als professioneller Eishockeyspieler in der NHL aktiv.

## Karriere
Der 1,85 m große Center begann seine Karriere im Team der University of North Dakota im Spielbetrieb der National Collegiate Athletic Association, bevor er beim NHL Entry Draft 1994 an 36. Stelle in der zweiten Runde von den Panthers ausgewählt wurde.
Während der Spielzeit 1995/96 wechselte er vom College zum Team Kanada. Die Saison 1996/97 verbrachte er im Farmteam der Panthers, den Carolina Monarchs, in der American Hockey League (AHL). Nach zwei weiteren Spielzeiten, die er hauptsächlich in der AHL verbracht hatte, konnte sich Johnson zu Beginn der Saison 1999/2000 einen Stammplatz bei den Panthers erkämpfen. Kurz vor der Trade Deadline im März 2000 wurde er schließlich gegen Mike Sillinger von den Tampa Bay Lightning getauscht. Nach einer kompletten Spielzeit bei den Lightning kehrte er zu den Panthers zurück – diesmal ging Václav Prospal im Tausch zu den Lightning. Kurz vor Ende der Saison 2002/03 wurde er von den Panthers auf die Waiver-Liste gesetzt und von den St. Louis Blues unter Vertrag genommen. Nach über vier Jahren in St. Louis wechselte er 2008 als Free Agent nach Vancouver.
Im Dezember 2010 wurde er von den Rockford IceHogs für ein Try-Out verpflichtet. Wenige Tage später wurde Johnson von den Chicago Blackhawks unter Vertrag genommen, für die er bis zum Saisonende 2010/11 regelmäßig auflief. Im Herbst 2011 absolvierte er ein Try-Out bei den Detroit Red Wings, erhielt jedoch anschließend keinen Kontrakt und beendete in der Folge seine aktive Karriere.
Seit 2013 ist er im Management der Vancouver Canucks tätig und übernahm dort im Jahre 2015 die Position des Director of Player Development. Zudem fungierte er seit 2017 als General Manager von deren Farmteam, den Utica Comets, in der AHL. Diese Position behielt er, als das Team im Sommer 2021 nach Abbotsford verlegt wurde.

## Karrierestatistik
(Legende zur Spielerstatistik: Sp oder GP = absolvierte Spiele; T oder G = erzielte Tore; V oder A = erzielte Assists; Pkt oder Pts = erzielte Scorerpunkte; SM oder PIM = erhaltene Strafminuten; +/− = Plus/Minus-Bilanz; PP = erzielte Überzahltore; SH = erzielte Unterzahltore; GW = erzielte Siegtore; 1 Play-downs/Relegation; Kursiv: Statistik nicht vollständig)